# Asarkina oceanica
Asarkina oceanica är en tvåvingeart som beskrevs av Mario Bezzi 1928. Asarkina oceanica ingår i släktet Asarkina och familjen blomflugor. Inga underarter finns listade i Catalogue of Life.